# Zieleniec (województwo wielkopolskie)
Zieleniec – wieś w Polsce położona w województwie wielkopolskim, w powiecie kolskim, w gminie Chodów.
W latach 1975–1998 miejscowość należała administracyjnie do województwa konińskiego.